# أحمد مطاعن
أحمد بن إبراهيم مطاعن (1927 - 9 ديسمبر 2021) شاعر وأديب سعودي. ولد في أبها ودرس فيها، وتوفي فيها. عمل موظّفًا في الشرطة، ثمِّ رئيسًا لبلدية‌ أبها. نشر شعره في الصحف المحليّة وله دواوين شعرية. يُعَدّ أحد رواد الحركة الأدبية‌ الحديثة في منطقة عسير وأسهم في فتح مكتبة كبيرة في منزله بها تجمع جميع إصدارات أدباء وأديبات منطقة عسير. اختاره مجلس إدارات الأندية الأدبية السعودية الشخصية الثقافية لعام 2017م.

## سيرته
ولد أحمد بن إبراهيم مطاعن بن أحمد سنة 1354 هـ/ 1927 م في أبها في عائلة من قرية رجال ألمع. حصل على الشهادة الابتدائية 1360 هـ/ 1941 م وكفاءة معهد المعلمين ودورات إدارية بمعهد الإدارة. بدأ حياته العلمية بمحرر شرطة أبها عام 1372 هـ / 1953 م، وانتهت برئاسة بلدية أبها 1405 هـ/ 1985 م. 
عيّن نائب رئيس نادي أبها الأدبي وهو من الأعضاء المؤسسين له ، ولجنة أصدقاء المرضى، وعضو مجلس إدارة مصلة المياه والصرف، ومجلس منطقة عسير، ولجنة التنشيط السياحي. 
أسهم في فتح مكتبة كبيرة في منزله تجمع جميع إصدارات أدباء وأديبات منطقة عسير، وعدد من الوثائق والمسودات في تاريخ المنطقة ثقافيا واجتماعيا. له مشاركات الأدبية والمنبرية والإذاعية والصحفية والتلفزيونية والشعبية قبل تقاعده.

## شعره
سئل عنه بماذا صبغت شعره وأجاب «جمال الطبيعة والحس الثقافي عند المجتمع حيث أبها بلد الشعر وهي الملهمة التي تجمع كل العناصر المثيرة للشعر والأدب، فالإنسان بطبيعته يحب الشعر والفن، وإذا كانت الإبل تتأثر عندما تسمع الحداء، فكيف بالإنسان وقد خلق مرهف الحس بالفطرة.» وأن نظرته إلى قصائده تشبه نظرة الإنسان إلى أصابع يديه: «فهو يرى فيها جمالاً مختلفاً، وأنا أحب جميع قصائدي».

## أوسمة وجوائز
حصل على عدد من الميداليات والشهادات التقديرية إزاء مشاركاته في أنشطة المنطقة. وفي مارس 2017 أقر رؤساء مجالس إدارات الأندية الأدبية في محضر اجتماعه في ضيافة نادي المنطقة الشرقية الأدبي في مدينة الدمام، اختياره كشخصية العام الأدبية 2017م. كرّمه نادي أبها الأدبي في أمسية بتاريخ سبتمبر 2011.

## مؤلفاته
من دواوينه الشعرية:
- دورة الأيّام، 1990
- ملحمة المجد، 1994
- أصحب الشمس
- قصائد خالدة

من كتبه:
- رجال ألمع: الأرض والإنسان والتاريخ
- قطرات من عرق الماضي، سيرة ذاتية
- عقود من الابتسامة والعطاء

## وفاته
توفي مطاعن يوم الخميس ليلة الجمعة في 5 جمادى الأولى 1443هـ الموافق 9 ديسمبر 2021 في مدينة أبها، بمنطقة عسير، ودُفن فيها.